# Look at Your Game, Girl
Look at Your Game, Girl è un brano musicale composto da Charles Manson, incluso nel suo album Lie: The Love and Terror Cult, pubblicato nel marzo 1970 mentre lui si trovava in carcere sotto processo per gli omicidi Tate-La Bianca. È una ballata folk rock e psychedelic folk che tratta di una donna psicologicamente instabile. La canzone era inclusa nel nastro che Manson inviò a varie case discografiche nel periodo precedente agli omicidi.
La sua versione del pezzo fu accolta da critiche generalmente positive, con alcuni critici che ritennero il brano avesse dei meriti musicali e stabilisse interessanti connessioni tra i suoi testi e il modo in cui Manson manipolava i suoi adepti.
Quando Axl Rose ascoltò per la prima volta Lie: The Love and Terror Cult, notò la canzone e poco tempo dopo i Guns N' Roses pubblicarono una reinterpretazione di Look at Your Game, Girl nel loro album The Spaghetti Incident? del 1993. La versione dei Guns N' Roses è una ballata lounge con chitarra acustica e conga, che incorpora alcune influenze di musica caraibica. La scelta della band di incidere una cover di un pezzo di Manson venne molto criticata dalla stampa e dai critici musicali, che la ritennero una scelta di cattivo gusto; e generò anche molte polemiche, con accuse di aver fatto guadagnare soldi a un criminale come Charles Manson con i diritti d'autore derivanti dal pezzo. Alla fine, le royalties di Manson furono devolute a Bartek Frykowski, figlio di Voytek Frykowski, una delle vittime dell'eccidio di Cielo Drive dell'agosto 1969.

## Il brano

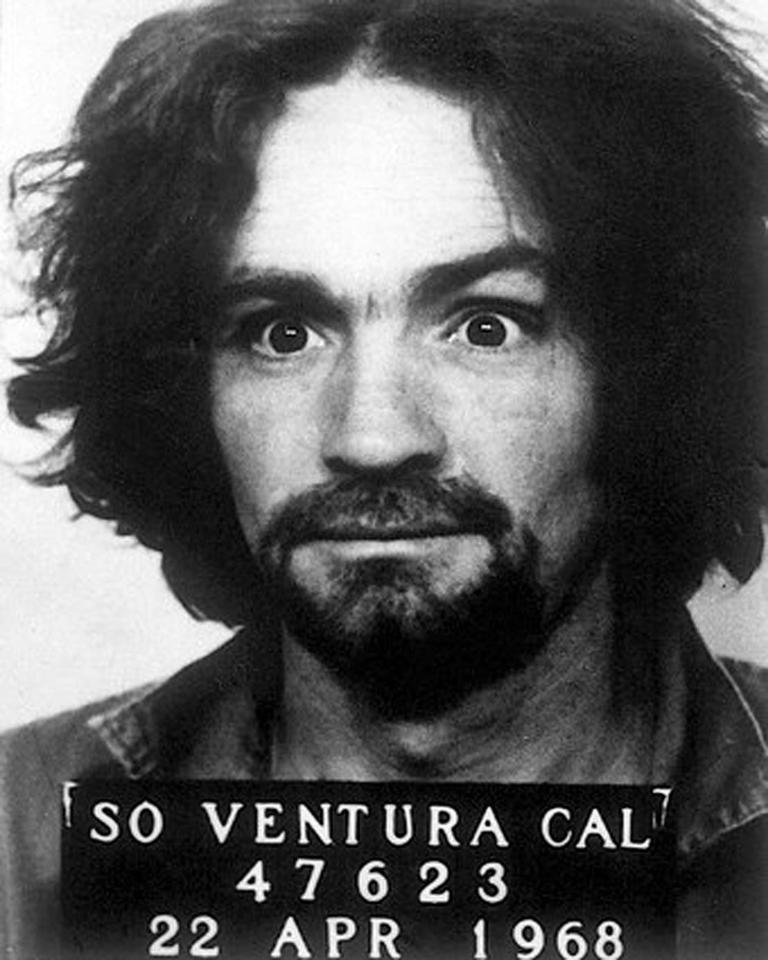
Charles Manson in una foto segnaletica del 1968

Look at Your Game, Girl venne scritta da Charles Manson nel 1967 nella speranza di ottenere un contratto discografico. Brano in stile folk rock e folk psichedelico della durata di 2 minuti, è una ballata in mid-tempo, e, come tutte le tracce di Lie: The Love and Terror Cult, un demo. Manson canta: «Think you're loving baby, but all you're doing is crying... Are those feelings real?» ("Pensi di amare, baby, ma tutto quello che stai facendo è piangere... Sono reali questi sentimenti?"); narrando la storia di una donna mentalmente instabile che sta giocando un "folle gioco pericoloso" e, che cercando l'amore, ha trovato invece soltanto tristezza. Secondo Alex Henderson di AllMusic, Look at Your Game, Girl "incarna l'approccio fondamentale di Manson nell'influenzare le giovani donne prendendo di mira le loro debolezze e costrizioni socialmente imposte e implicando che la sua strada sia migliore e più liberatrice. Questo è pericoloso considerando il suo notevole talento per il controllo mentale". Generalmente Manson trasse ispirazione da Beatles, Robert A. Heinlein, e L. Ron Hubbard. Discutendo della musica di Manson, Mark Savage di BBC News definì il suo modo di suonare la chitarra "elementare" e i suoi testi "disorganizzati". Look at Your Game, Girl era una delle canzoni contenute nel nastro che Manson aveva spedito a varie case discografiche quando era un aspirante musicista hippie; divenuto famoso per gli omicidi Tate-LaBianca, il suo nastro fu commercializzato nell'album Lie del 1970, prodotto da Phil Kaufman (che aveva conosciuto Manson in prigione), e pubblicato dalla Awareness Records.

### Accoglienza critica
Alexis Petridis di The Guardian scrisse "se potessi fare una rivendicazione vaga e tutt'altro che a tenuta stagna di un paio di canzoni che Manson ha registrato prima degli omicidi che avessero un valore musicale – una di queste sarebbe Look at Your Game, Girl – non c'è assolutamente nulla che valga la pena di ascoltare nelle sue registrazioni successive". Raul D'Gama Rose di All About Jazz descrisse Look at Your Game, Girl una canzone "iconica" che ha "superato la prova del tempo". Chris Yates di Noisey scrisse che "la canzone è un'anomalia folk rock quasi interessante, anche se sarebbe ovviamente caduta nell'oblio se non fosse stato per il suo famigerato autore". Comunque, Yates la trova superiore alla musica di altri leader di sette come David Koresh e Jim Jones. Mark Savage di BBC News disse che la musica di Manson non è "molto buona" ma il testo di Look at Your Game, Girl "[dipinge] una visione accurata dei metodi da lui impiegati per manipolare i membri del suo culto". Eduardo Rivadavia di Ultimate Classic Rock definì il pezzo una "reliquia psichedelica".

## Versione dei Guns N' Roses

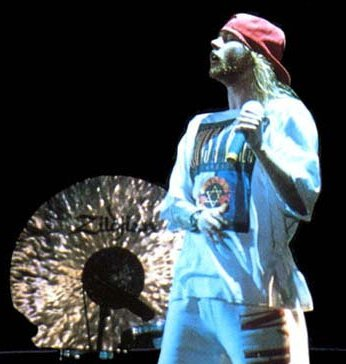
Axl Rose all'Yarkon Park di Tel Aviv, Israele, maggio 1993

Secondo quanto dichiarato dallo stesso Axl Rose, egli venne a conoscenza di Look at Your Game, Girl da suo fratello mentre giocavano a un quiz musicale. Tuttavia, Marilyn Manson scrisse nella sua autobiografia di aver incontrato Rose nel backstage di un concerto degli U2, e di avergli parlato della sua canzone My Monkey, che include estratti presi da Lie: The Love and Terror Cult. Rose commentò di non aver mai sentito nominare  Lie, e Manson lo incoraggiò ad ascoltarlo. Sei mesi dopo, i Guns N' Roses pubblicarono una reinterpretazione di Look at Your Game, Girl nell'album The Spaghetti Incident? (1993), un disco di cover di brani punk rock. In seguito Marilyn Manson disse con rabbia che ormai era diventato di moda tra i musicisti includere riferimenti a Charles Manson nella loro musica. Circa nello stesso periodo nel quale i Guns N' Roses pubblicarono la loro versione di Look at Your Game, Girl, Rose cominciò a indossare magliette con la faccia di Charles Manson e la scritta "Charlie don't surf".
Rose disse che dopo aver ascoltato Look at Your Game, Girl, gli erano piaciuti musica e testo, e voleva che anche altri ascoltassero il pezzo. Aggiunse inoltre come ritenesse ironico il fatto che una canzone sulla pazzia fosse stata composta da Charles Manson, "qualcuno che dovrebbe conoscere la complessità interiore della follia". La canzone fu inclusa nel disco per volontà di Rose, nonostante il parere contrario degli altri membri della band, come traccia nascosta al termine dell'album. Axl Rose e Dizzy Reed (alle percussioni) sono gli unici due membri dei Guns N' Roses che suonano nella traccia, mentre la chitarra acustica è suonata da Carlos Booy.

### Accoglienza critica e polemiche

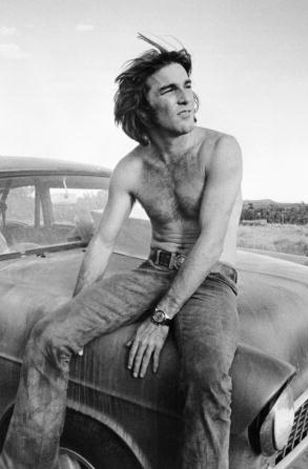
Axl Rose dichiarò inizialmente che credeva fosse Dennis Wilson l'autore di Look at Your Game, Girl.

Elisabeth Garber-Paul di Rolling Stone ha scritto che la cover è "una traccia piuttosto poco impressionante al primo ascolto", aggiungendo che suona come "un tentativo a metà di sedurre una donna ... fino a quando non ti rendi conto che il ragazzo che l'ha scritto ha guidato un culto omicida che manipolava le donne". Nella sua recensione di The Spaghetti Incident?, Stephen Thomas Erlewine di AllMusic ha affermato che "la canzone appiccicosa di Charles Manson lascia un cattivo retrogusto, ma non a causa della canzone stessa; piuttosto perché l'inclusione della traccia sembra una prodezza dei Guns in cerca di pubblicità, un modo per aumentare le vendite mentre provano a riguadagnare la loro credibilità di strada. E come dimostra The Spaghetti Incident?, non avevano bisogno di chinarsi così in basso".
Alexis Petridis di The Guardian scrisse che la cover dei Guns N' Roses e i vari riferimenti a Manson da parte di altri musicisti sono "un mero esercizio sull'arte di scioccare" e "spesso sembrano essere fatti senza alcun pensiero reale su ciò con cui esattamente l'artista si sta allineando". Eduardo Rivadavia di Ultimate Classic Rock definì la cover la peggior canzone di tutta la carriera dei Guns N' Roses, liquidandola con le parole "un tentativo forzato di sottolineare la loro reputazione di band più pericolosa al mondo". Al contrario, la redazione di Spin definì il pezzo "legittimamente buono" e addirittura superiore a Paradise City (1987), sebbene deplorasse l'origine della canzone.
J. D. Considine scrisse nel The Baltimore Sun che "non era trascorsa una settimana da quando l'album era entrato nei negozi di dischi, e le forze dell'ordine e i gruppi per i diritti delle vittime iniziarono a manifestare indignazione". Doris Tate, sorella di Sharon Tate, rispose alla cover di Manson da parte dei Guns N' Roses dichiarando: «Axl Rose ha capito veramente cosa ha fatto passare alla mia famiglia quest'uomo [Manson]? Mi ferisce davvero e mi fa infuriare che i Guns N' Roses sfruttino l'omicidio di mia sorella e altri a fini commerciali». Jesse McKinley del The New York Times riportò la notizia che Manson avrebbe guadagnato circa 60,000 dollari per ogni milione di copie vendute di The Spaghetti Incident?. David Geffen, presidente della Geffen Records, l'etichetta distributrice di The Spaghetti Incident?, commentò: «Il fatto che Charles Manson avrebbe guadagnato soldi dalla notorietà derivatagli dall'aver commesso uno dei crimini più orrendi del XX secolo, per me è inconcepibile». Geffen aveva personalmente conosciuto due delle vittime della Famiglia Manson.
Per controbattere alle accuse di voler glorificare Charles Manson, Rose disse: «Non sono affatto un esperto di Manson o altro, ma le cose che ha fatto sono qualcosa in cui non credo. È un individuo malato». Inoltre Rose dichiarò di aver inizialmente creduto che il pezzo fosse stato scritto da Dennis Wilson dei Beach Boys (che aveva conosciuto Charles Manson molto da vicino). McKinley del The New York Times trovò molto dubbie le affermazioni di Rose, dato che lo stesso Axl ringrazia "Chas" nelle note di copertina dell'album. La band considerò l'ipotesi di rimuovere la canzone dalle successive ristampe di The Spaghetti Incident?. La parte di diritti d'autore spettante a Manson fu assegnata a Bartek Frykowski, figlio di Voytek Frykowski, una delle vittime della Famiglia Manson.

## Formazione
Versione Manson (giugno 1967)
- Charles Manson: voce, chitarra acustica

Versione Guns N' Roses (1993)
- Axl Rose: voce
- Dizzy Reed: percussioni
- Carlos Booy: chitarra acustica